# 狭翅兔儿风
狭翅兔儿风（学名：Ainsliaea apteroides）为菊科兔儿风属下的一个种，为中国的特有植物。分布在中国大陆的云南等地，生长于海拔1,200米至1,750米的地区，一般生长在林中之石上。